# 无形式艺术

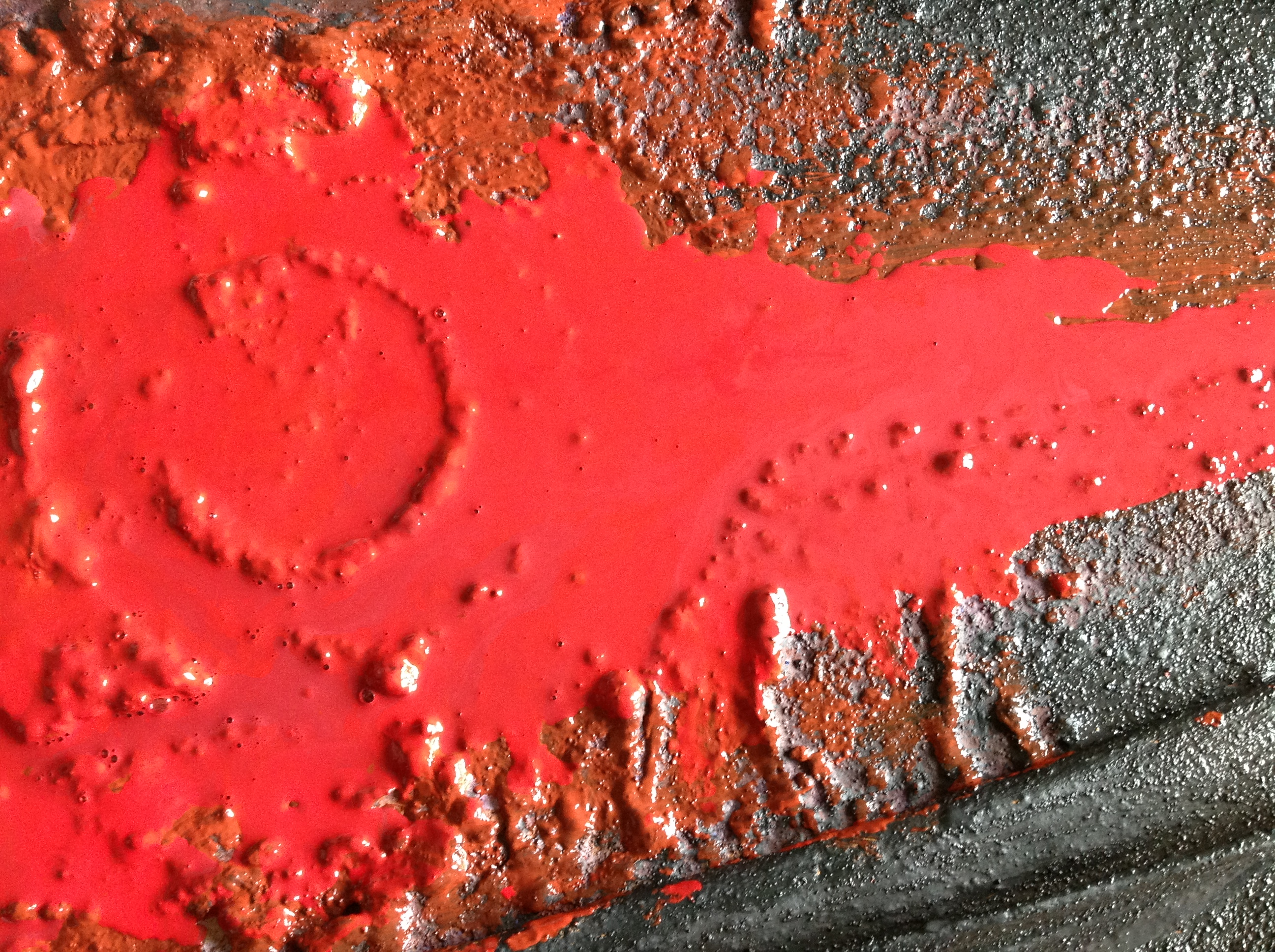
劳伦特·希门尼斯-巴拉格尔的作品细节

无形式艺术，又称无具形艺术、不定形艺术、非定形艺术、非正式艺术（法語：Art Informel，發音：[aʁ ɛ̃fɔʁmɛl]），是兴盛于1943年至20世纪50年代的艺术运动，涵盖了第二次世界大战期间在法国和周边国家发展起来的所有抽象派和姿态派流派，类似于美国1946年开始的抽象表現主義。该运动中的主要流派有抒情抽象、材料主义、巴黎派、斑點派和原生艺术。法国艺术评论家米歇尔·塔皮耶在其1952年出版的同名书籍中创造了“其他艺术”（art autre）一词，指的是非几何抽象艺术。无形式艺术对20世纪50年代初法国抽象艺术概念的改进发挥了重要作用。 